# Акулово (деревня, поселение Клёновское)
Акулово — деревня в Троицком административном округе Москвы (до 1 июля 2012 года в составе Подольского района Московской области). Входит в состав поселения Клёновское.

## Население
| 1859 | 1890 | 1899 | 1926 | 2002 | 2006 | 2010 |
| ---- | ---- | ---- | ---- | ---- | ---- | ---- |
| 173  | ↘172 | ↗188 | ↗243 | ↘28  | ↗42  | ↘33  |

Согласно Всероссийской переписи, в 2002 году в деревне проживало 28 человек (13 мужчин и 15 женщин). По данным на 2005 год в деревне проживало 42 человека.

## География
Деревня Акулово расположена в восточной части Троицкого административного округа, на левом берегу реки Мочи примерно в 18 км к юго-западу от центра города Подольска. В 700 м юго-восточнее деревни проходит Варшавское шоссе, в 7 км к западу — Калужское шоссе А130, в 5 км к северу — Московское малое кольцо А107, в 10 км к югу — Большое кольцо Московской железной дороги. Ближайшие населённые пункты — деревни Чириково и Товарищево.
В Троицком административном округе есть ещё одна деревня с таким же названием, она входит в состав поселения Михайлово-Ярцевское и находится в 16 км к северо-западу.

## История
В «Списке населённых мест» 1862 года — владельческое сельцо 1-го стана Подольского уезда Московской губернии по правую сторону Московско-Варшавского шоссе, из Подольска в Малоярославец, в 18 верстах от уездного города и 9 верстах от становой квартиры, при реке Моче и колодцах, с 23 дворами и 173 жителями (75 мужчин, 98 женщин).
По данным на 1899 год — деревня Клёновской волости Подольского уезда с 188 жителями.
В 1913 году — 30 дворов.
По материалам Всесоюзной переписи населения 1926 года — центр Акуловского сельсовета Клёновской волости Подольского уезда в 1,1 км от Варшавского шоссе и 13,9 км от платформы Львовская Курской железной дороги, проживало 243 жителя (102 мужчины, 141 женщина), насчитывалось 44 крестьянских хозяйства.
1929—1963, 1965—2012 гг. — населённый пункт в составе Подольского района Московской области.
1963—1965 гг. — в составе Ленинского укрупнённого сельского района Московской области.
С 2012 г. — в составе города Москвы.